# Selinus
Selinus (klassisk grekiska: Σελῑνοῦς), nu Selinunte, var en forngrekisk stad vid kusten på sydvästra Sicilien. Den grundades på 650-talet f.Kr. och övergavs ca 250 f.Kr. 

## Historik
Kolonin grundades av greker från den sicilianska staden Megara Hyblaia på 650-talet f.Kr. Selinus utvecklades trots närheten till Karthago relativt ostört till en av de rikaste grekiska städerna på ön. Den förstördes dock 409 f.Kr. av Karthago och förlorade sin betydelse fram till första puniska kriget (264 f.Kr.–241 f.Kr.), då den ca 250 f.Kr. slutgiltigt förstördes och övergavs. Det finns omfattande arkeologiska rester. Akropolen har rester av ett rätvinkligt gatunät från 500-talet f.Kr. som är ett av de äldsta man känner till. På akropolen låg även flera tempel, och likaså på slätten österut. Av dessa hade ett dimensionerna ca 110 m × 50 m och hör därmed till den grekiska världens största. 

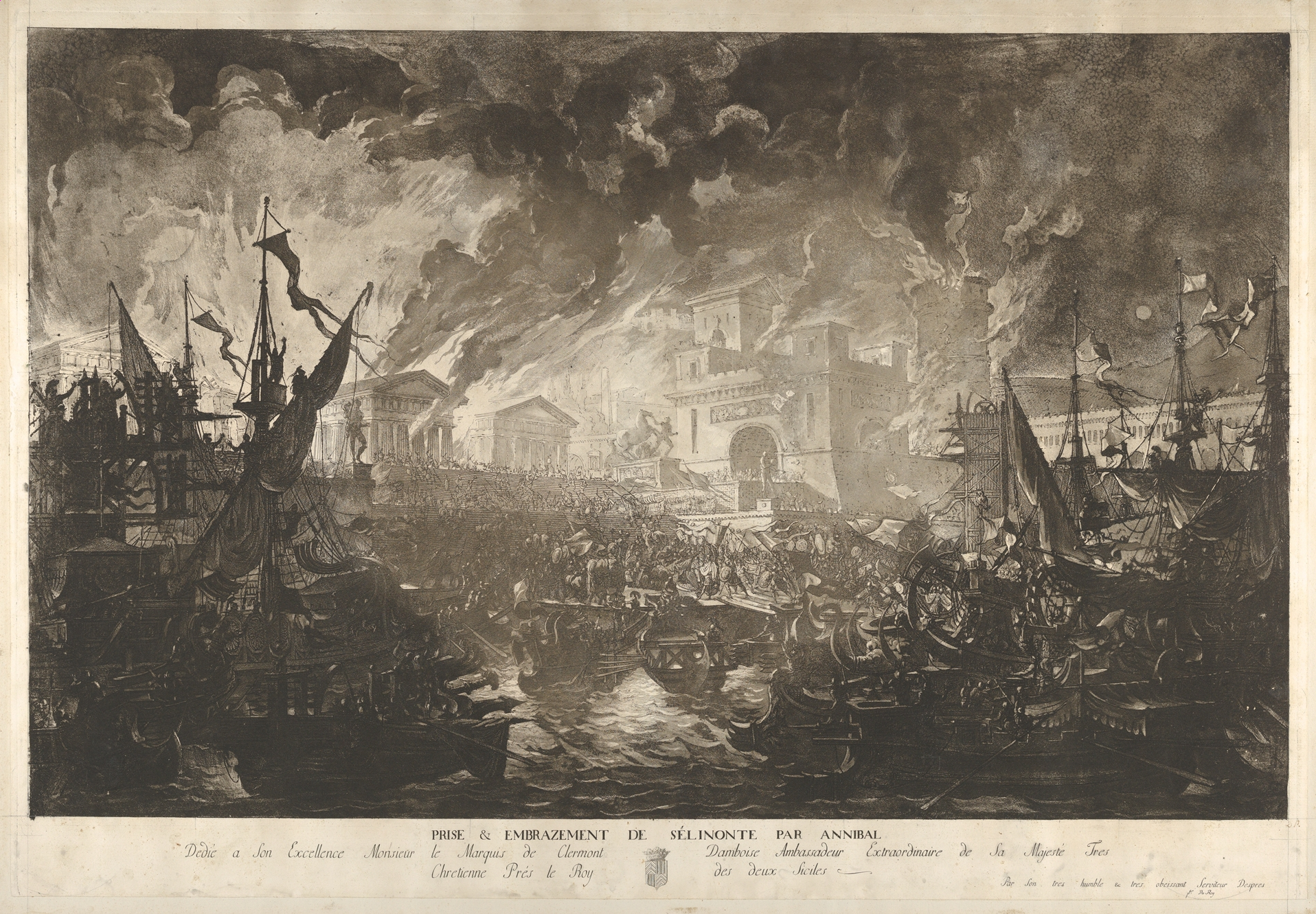
Hannibals förstörelse av Selinus, etsning av Louis Jean Desprez.

## Notiser om Selinus
- Ca 650 f.Kr. Selinus grundades
- 454 f.Kr. utbröt krig mellan stadsstaterna Segesta och Selinus om tillgången till Tyrrenska havet
- 416 f.Kr. bad den då joniska staden Segesta atenarna om hjälp mot den doriska staden Selinus
- 409 f.Kr. Selinus förstördes av Karthago
- Ca 250 f.Kr. Selinus förstördes helt och övergavs

Italienska forskare hävdar efter nya[när?] rön att det var en jordbävning eller tsunami som förstörde Selinus, och även städerna Allavam och Heraclea Minoa på den sicilianska sydkusten.[källa behövs]

## Bilder

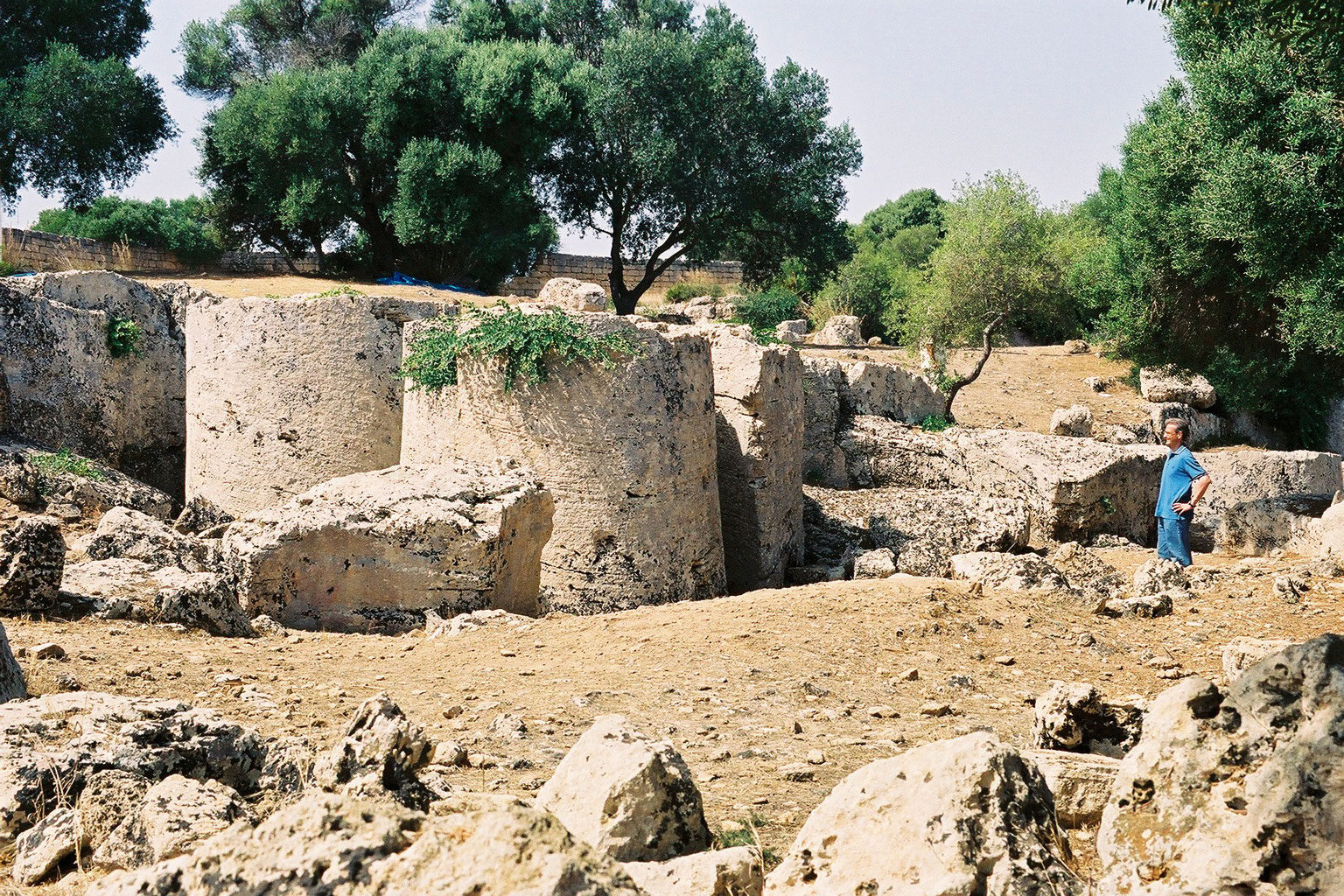
Rocche di Cusa
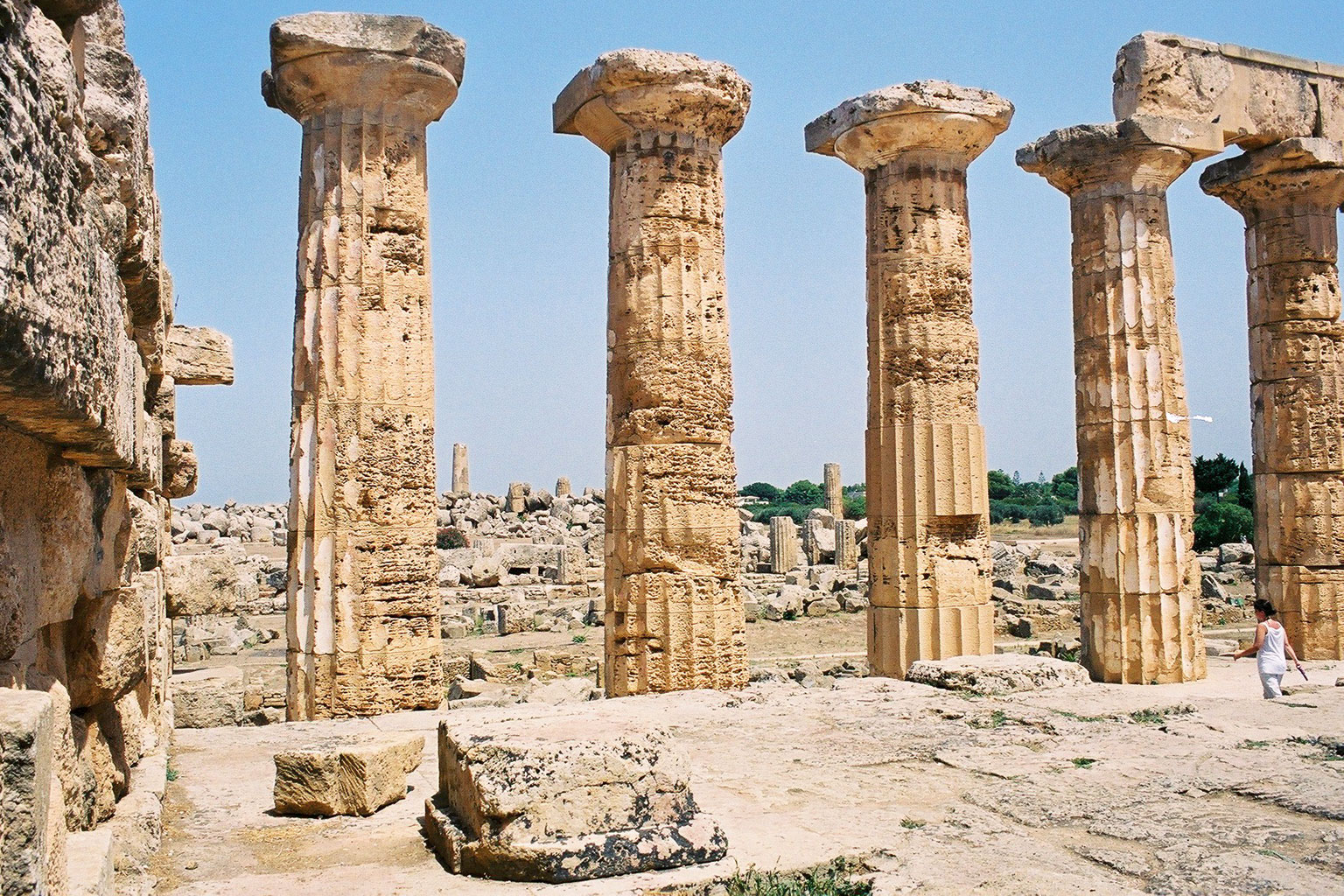
Tempel
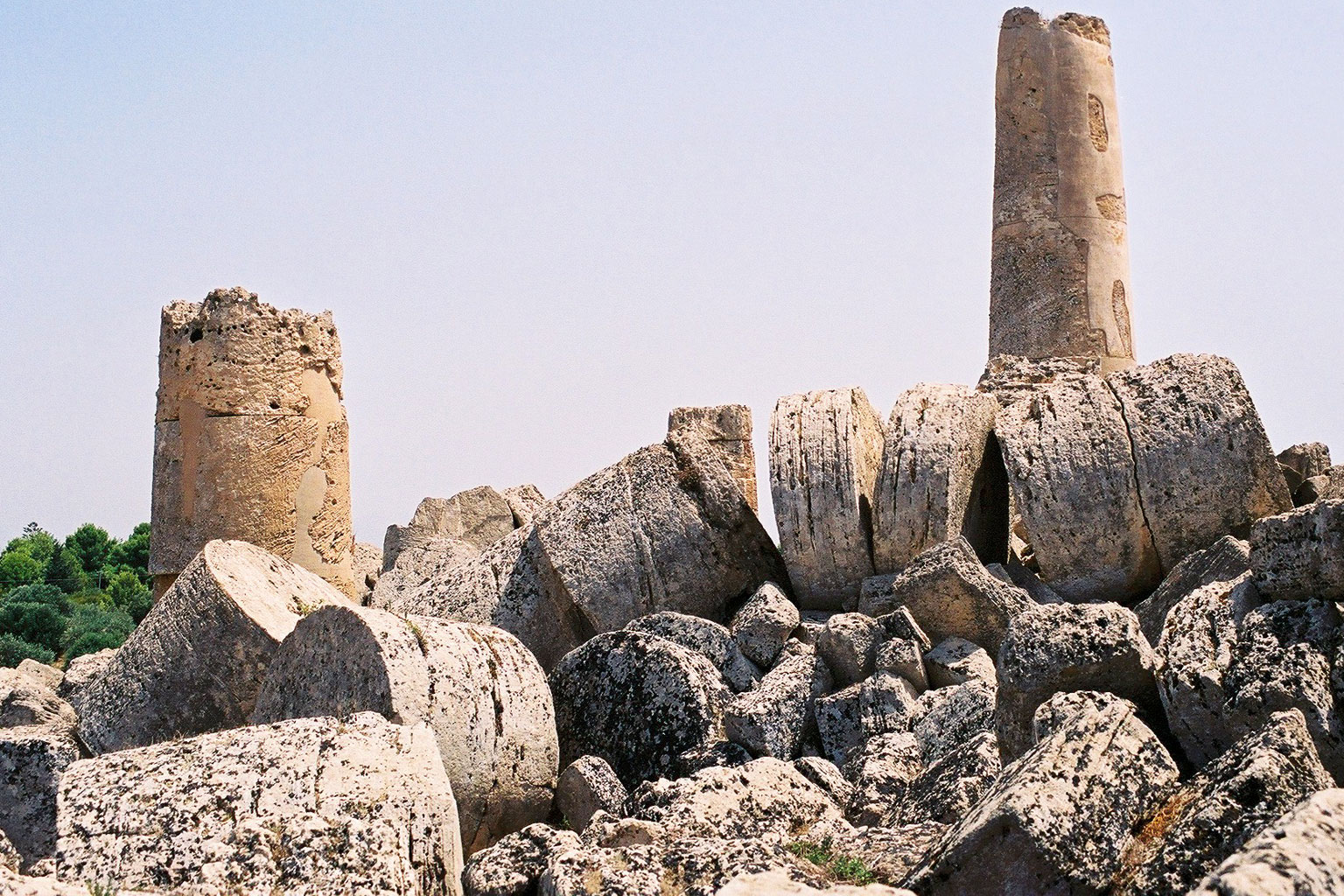
Tempel
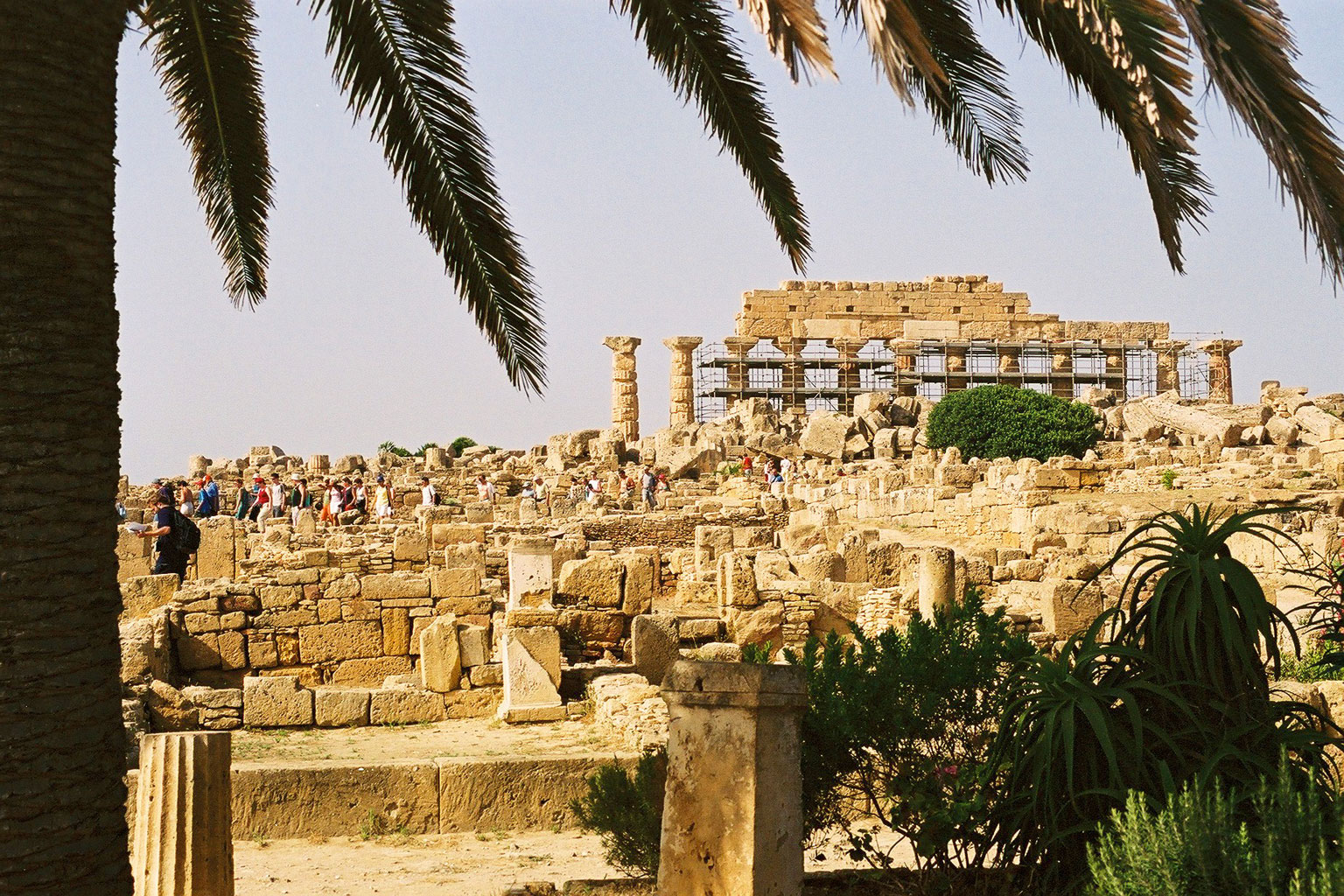
Akropolen